# Liam O'Brien
Liam O'Brien (Dublino, 5 settembre 1964) è un ex calciatore irlandese, di ruolo centrocampista.

## Palmarès

### Club

#### Competizioni nazionali
- Campionato irlandese: 4

Shamrock Rovers: 1983-1984, 1984-1985, 1985-1986
Bohemians: 2000-2001
- Coppa d'Irlanda: 3

Shamrock Rovers: 1984-1985, 1985-1986
Bohemians: 2000-2001
- First Division: 1

Newcastle: 1992-1993

#### Competizioni regionali
- Dublin City Cup: 1

Shamrock Rovers: 1983-1984
- Leinster Senior Cup: 1

Shamrock Rovers: 1984-1985